# Скумин-Тышкевич, Фёдор Иванович
Фёдор (Теодор) Иванович Скумин-Тышке́вич (пол. Teodor Skumin Tyszkiewicz; около 1538, Новогрудок — 1618) — государственный и политический деятель Великого княжества Литовского, королевский дворянин (1568), подскарбий надворный литовский с 1576 года, писарь литовский (1586), подскарбий земский литовский (1586), подскарбий великий литовский в 1586—1590 годах, воевода новогрудский (1590—1618), староста гродненский (с 1608), брацлавский (1581—1610). Дипломат, меценат.

## Биография
Происходил из влиятельного западнорусского рода. Представитель старшей линии магнатов Тышкевичей герба «Лелива».
Сын Ивана Львовича Скумин-Тышкевича, старосты чернобыльского и Марии-Марины Мелешко. Благодаря принадлежности к высшей аристократии государства и значительным богатству сделал успешную политическую карьеру. В 1576 году стал подскарбием надворным литовским, после этого в 1586 занимал должность писаря литовского, затем подскарбия земского литовского.
В 1578 году возглавлял посольство к русскому царю Ивану IV Грозному по вопросу заключения перемирия в Ливонской войне, не имевшего особого успеха.
С 1581 до 1610 года — староста брацлавский. В 1586 году получил должность подскарбия земского. В это время влияние Тышкевича возрастает настолько, что он стал чеканить собственную монету с гербом своего рода. С 1590 года становится воеводой новогрудским.
Будучи православным вместе с Константином Острожским был противником Брестской унии. Поддерживал борьбу против распространения униатства, однако в 1597 году из соображений сохранения своего положения в государстве всё же перешëл в унию.
В 1608 году назначен старостой гродненским. Король Сигизмунд III, выступающий настойчивым и последовательным сторонником введения униатства, в 1609 году поручил обуздать православное духовенство, восставшее против митрополита Ипатия Поцея. В 1613 Фёдор Скумин-Тышкевич был назначен комиссаром для разбора недоразумений, возникших между гродненскими православными монахами и католиками-бернардинцами, которые завладели недвижимостью православных.